# Kaapverdische buizerd
De Kaapverdische buizerd (Buteo bannermani) is een roofvogel uit de familie van de Accipitridae. Deze vogel is genoemd naar de Britse ornitholoog David Armitage Bannerman.

## Verspreiding en leefgebied
Deze soort is endemisch op de Kaapverdische eilanden.

## Status
De Kaapverdische buizerd komt niet als aparte soort voor op de lijst van het IUCN, maar is daar een ondersoort van de Arendbuizerd (B. rufinus bannermani).